# 山中柔太朗
山中柔太朗（日语：／ Yamanaka Jūtarō；2001年12月23日—）是日本男演員、歌手，五人歌舞組合M!LK的成員，出身自栃木縣。星塵傳播製作3部旗下藝人。

## 作品列表

### 電視劇
- 高嶺之花 第8集、第9集（2018年8月29日、9月5日，日本電視台）：飾演
- FAKE MOTION -乒乓球之王-（2020年4月9日－5月27日，日本電視台）：飾演 齊藤快
- 福岡戀愛白書17（2022年3月18日，KBC）：飾演 中島翔
- 戀與槍彈（2022年10月28日－12月23日，MBS）：飾演
- 糖果色的戀愛反論（2022年12月16日－2023年2月10日，MBS）：飾演 蕪木元治，主演
- brother trap兄弟陷阱（2023年1月25日－3月22日，TBS）：飾演 成瀨和泉
- 我竟然養起了小白臉 第3集（2023年4月11日，TBS）：飾演 成瀨和泉
- 假面骑士gotchard 第22集、第23集（2024年2月11日、2月18日，朝日電視台）：飾演 心动吸血鬼克米
- 初次見面，您好，請和我離婚（2024年11月8日－12月27日，MBS）：飾演 黑瀨友哉
- 妳是特別的（2025年9月17日－，MBS・TBS）：飾演 来栖晴

### 電影
- 假面騎士GOTCHARD The Future Daybreak（2024年7月26日）：飾演 心動吸血鬼克米
- 內衣教父2 前篇（2024年9月13日）：飾演 松平航
- 內衣教父2 後篇（2024年9月27日）：飾演 松平航
- 我的！（2024年11月8日）：飾演 成田葵央
- BADBOYS -THE MOVIE-（2025年5月30日）：飾演 中村壽雄
- 妳是特別的（2025年6月20日）：飾演 来栖晴

## 外部連結
- 經紀公司官方網站（日語）
- 山中柔太朗的X（前Twitter）
- 山中柔太朗的Instagram帳戶